# کاترین مرنو
کاترین مرنو (به انگلیسی: Katerine Moreno) با نام کامل کاترین مرنو د کوینتانیا (زادهٔ ۴ مهٔ ۱۹۷۴) شناگر اهل بولیوی است.
مرنو یک شناگر بازنشسته است. او نخستین بار در سال ۱۹۸۸ در بازی های المپیک تابستانی سئول، برای کشور بومی خود از آمریکای جنوبی شرکت کرد، پرچم‌دار کشورش بود. مرنو تنها با ۱۴ سال سن در این مسابقات، جوان‌ترین ورزشکار المپیک در تاریخ بولیوی است.

## بازی های المپیک

### المپیک ۱۹۸۸ سئول
در این بازی ها، مرنو در رشته های ۵۰ متر آزاد، ۱۰۰ متر آزاد، ۱۰۰ متر کرال سینه و ۱۰۰ متر کرال پشت شرکت کرد.

### المپیک ۲۰۰۰ سیدنی
در این بازی ها، مرنو در رشته ۱۰۰ متر کرال سینه شرکت کرد.

### المپیک ۲۰۰۴ آتن
در این بازی ها، مرنو در رشته ۱۰۰ متر کرال سینه شرکت کرد.

### المپیک ۲۰۰۸ پکن
در این بازی ها، مرنو در رشته ۵۰ متر آزاد شرکت کرد.